# シュテファン・フッソング
シュテファン・フッソング（Stefan Hussong, 1962年11月2日生まれ）は、ドイツのクロマティック・ピアノ・アコーディオン奏者。トロッシンゲン州立音楽大学にてフーゴ・ノートらに師事。トロント大学でも学んだ。1983年、ドイツのフーゴ・ヘルマン・アコーディオン国際コンクールで優勝。1987年、オランダのガウデアムス国際現代音楽演奏コンクールでは、アコーディオン奏者として初めて優勝する。1989年、日本伝統音楽の研究のためのDAAD奨学生に選抜され、東京芸術大学にて学んだ。アコーディオンと同じくリード楽器である笙奏者の宮田まゆみから指導を受けている。
ソリストとしてのレパートリーは、現代音楽作品、バッハなどバロック音楽、タンゴなどを得意とする。アコーディオンの楽器としての可能性を追求し、これまでに数多くの録音を発表している。度々来日公演を行っている。